# Церква Різдва Пресвятої Богородиці (Зарайське)
Церква Різдва Пресвятої Богородиці — дерев'яна греко-католицька церква у селі Зарайське на Самбірщині. 
Церква Різдва Пресвятої Богородиці — пам'ятка архітектури національного значення: охоронний № 1409/1, дзвіниця: охоронний №1409/2.

## Історія

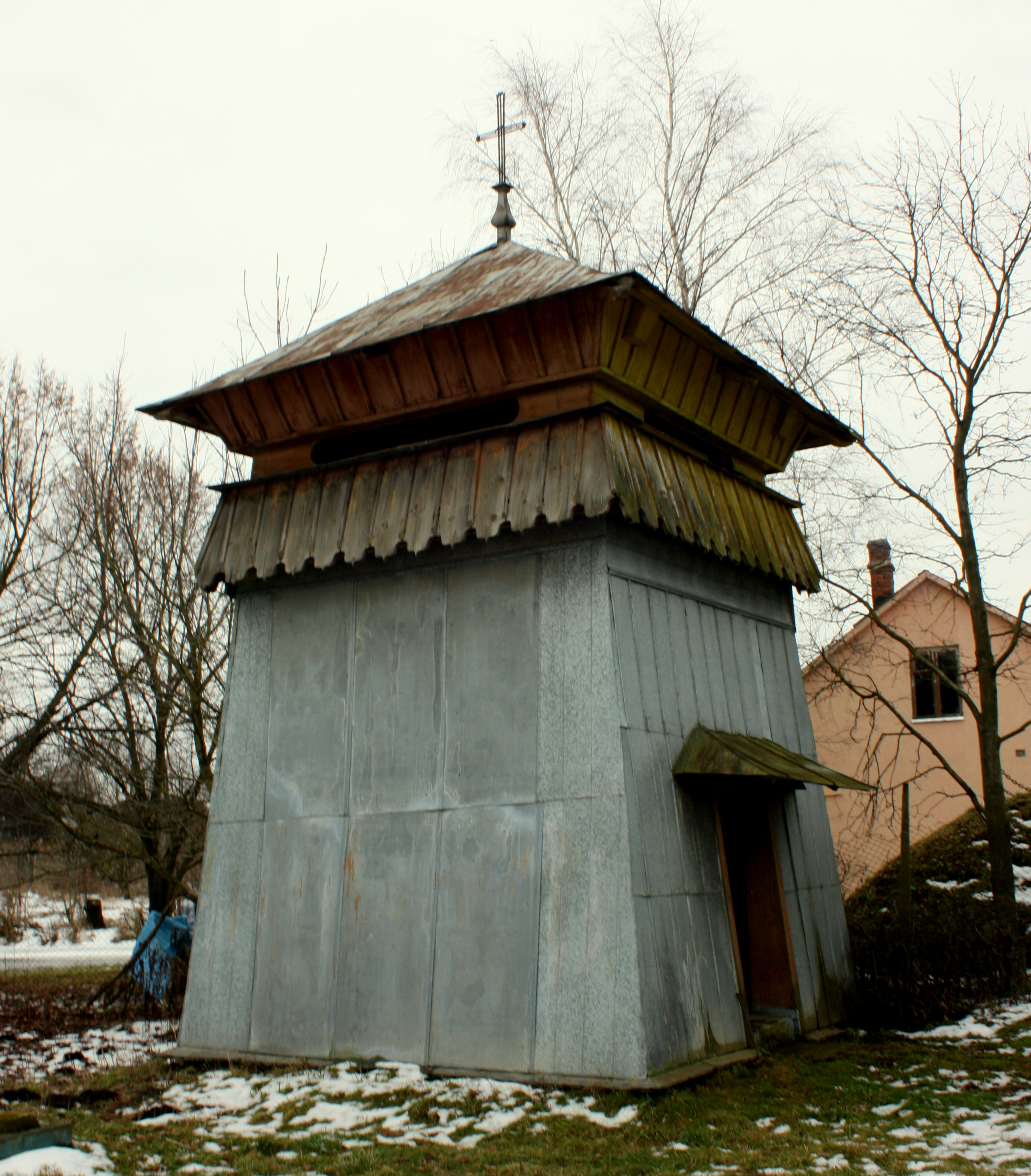

Дерев'яна церква Різдва Пресвятої Богородиці в селі Зарайську збудована у 1634 році, і належить до числа найбільш унікальних і давніх пам'яток українського середньовічного будівництва.
У 1850 році церква була відремонтована. В 1930-х роках гонтові покриття замінили на цинковану бляху. 
З 1957 по 1989 роки церква Різдва Пресвятої Богородиці стояла нечинною.
Церква Різдва Пресвятої Богородиці була внесена до списку пам'яток містобудування і архітектури Української РСР, що перебувають під охороною держави 6 вересня 1979 року.
Церква належить до числа сакральних споруд з бойківськими рисами давньої бойківської архітектури. 
Як видно з світлин дерев'яна церква Різдва Пресвятої Богородиці в селі Зарайську перебуває у занедбаному, аварійному стані. 
Мешканцям села такий антикваріат не потрібен, тому і кинули його напризволяще. Сьогодні престижно мати просторий мурований храм навіть у невеличкому селі. На рівні районної влади були пропозиції перевезти церкву у Дрогобич як музейний експонат, але громада Зарайська не дозволила, бо планує облаштувати церкву-музей на місці.

## Архітектура
Церква Різдва Пресвятої Богородиці в Зарайському деревяна, тризрубна, одноверха будівля, завершена наметовим пірамідальним верхом. У церкві збережений різьблений чотирьохярусний іконостас. Створений він в кінці XVII ст. майстрами з художнього осередку, що був у Судовій Вишні. За попередніми обстеженнями, очевидно малярство цього іконостасу виконав іконописець Іван Медицький, котрий проживав у м. Самборі. 
Поряд з церквою розташована дерев'яна, квадратова в плані, стовпова дзвіниця збудована у 1850 році. 
Іконопис є грубо перемальований у більш пізніші часи під час чергових поновлень та потребує довготривалих реставраційних робіт по усуненню пізніших замалювань, що не мають жодної мистецької цінності. Архітектурні форми різьбленого і позолоченого декору цього іконостасу є теж самобутніми не лише в контексті європейської культури але і безпосередньо в мистецтві України.
Особливо уваги тут заслуговує пластика мистецько вишуканих форм царських врат в роботі над котрими найбільш традиційно виявлявся талант давніх різьбярів. Так само мистецько цінними у середині церкві є і інші збережені ікони та вівтарики XVIII — ХІХ ст.
